# Indiaiszamóca
Az indiaiszamóca (Potentilla indica) a rózsafélék családjába tartozó, az erdei szamócához hasonló, de íztelen, enyhén hashajtó hatású növény (pár embernél veszélyes allergia lehetséges, ennek az allergiának nem ismert előfordulási gyakorisága vagy veszélyessége tudományos adat hiányában).
Magyar honlapok és Facebook csoportok között nagyon gyakori a félretájékoztatás és hatásvadász cikkek publikálása, amelyek a növényt mérgező, olykor halálos növényként állítják be. Az egyetlen potentilla indica toxikusságát vizsgáló kutatás alapján  nem mérgező, maximum nagyobb mennyíség esetén (3+ szem, a kutatás szerint) léphetnek fel emésztési problémák pár egyénnél. Viszont a kevés kutasi adat hiányában nem kizárható a szélsőségesen nagy mennyiség (1kg+) elfogyasztása esetén veszélyesebb tünetek fellépése. Csak saját felelősségre fogyasszuk és mértékkel.

## Megjelenése
Az indiaiszamóca 3–7 cm magas, elterülő, félörökzöld, lágyszárú, évelő növény. Tövéből 30–50 cm hosszú indákat fejleszt, amelyek a csomóknál legyökerezhetnek és általuk vegetatívan szaporodhat. Sötétzöld levelei a tőből sarjadnak, nyelük hosszú (akár 12 cm), hármasan összetettek. A levelek széle csipkés-fűrészes szélű.
Áprilistól szeptemberig virágzik. Magányos virágai a levelek hónaljából nőnek ki, kocsányuk 2–8 cm-es. Szirmai kb. 8 mm hosszúak, élénksárgák. A külső fellevelek túlnyúlnak a csészeleveleken, fodrosak, a csúcsukon háromkaréjúak.
Nagy, 1-1,5 cm-es, kerek áltermése a földieperéhez hasonló; nagyszámú, egymagvú elhúsosodó aszmagból tevődik össze. Színe élénkpiros, felülete magvaktól rücskös; belül fehér vagy rózsaszín, szivacsos, ízetlen.
Leginkább az erdei szamócával lehet összetéveszteni, amelynek virága fehér, termése nem feláll, hanem lefelé hajlik és érett termésén pedig nem állnak ki annyira a magvak. 

## Elterjedése
Dél- és kelet-ázsiai faj, az Afganisztántól Japánig, dél felé Indonéziáig terjedő térségben őshonos. Mára Európában, Észak- és Dél-Amerikában és Afrikában is meghonosodott. Európában 1805-ben hozták be először dísznövényként Angliába. Azóta kelet felé Csehországig, délen Közép-Olaszországig, Horvátországig elterjedt, sok helyütt inváziós fajként tartják nyilván.
Magyarországon először a 19. század első felében a pesti Füvészkertben ültették, 1926-ban Somogy vármegyében már bizonyítottan kivadult. Azóta több helyen megjelent, többek között a városokban is. Ma főleg Budapestről, az Észak-Dunántúlról és a keleti határvidékről ismert.

## Életciklusa
Gyors növekedésű, egész évben zöld leveles növény. Magvainak hideghatásra van szükségük a csírázáshoz. Áprilistól szeptemberig folyamatosan virágzik, termésének érése júniustól novemberig tart, vagyis nyáron egyszerre található rajta virág és termés. A rovarok, madarak által terjesztett magvain kívül legyökerező indáival is képes gyorsan terjeszkedni.
Eredeti hazájában erőkben, erdőszélen nő, így az árnyékot, félárnyékot részesíti előnyben. A nedves, jó vízelvezető képességű, nitrogéndús talajt kedveli; a kémhatását illetően igénytelen. –20 °C-ig télálló.
Termése nagyobb mennyiségben fogyasztva hashajtó, hascsikaró, emésztési problémákat okozó hatású lehet, de mivel élvezeti értéke csekély, általában nem fogyasztanak sokat belőle. Ezzel együtt óvodák, iskolák környékén jelenléte nemkívánatos. Kertekben talajtakaróként vagy sziklakerti növényként használják.  

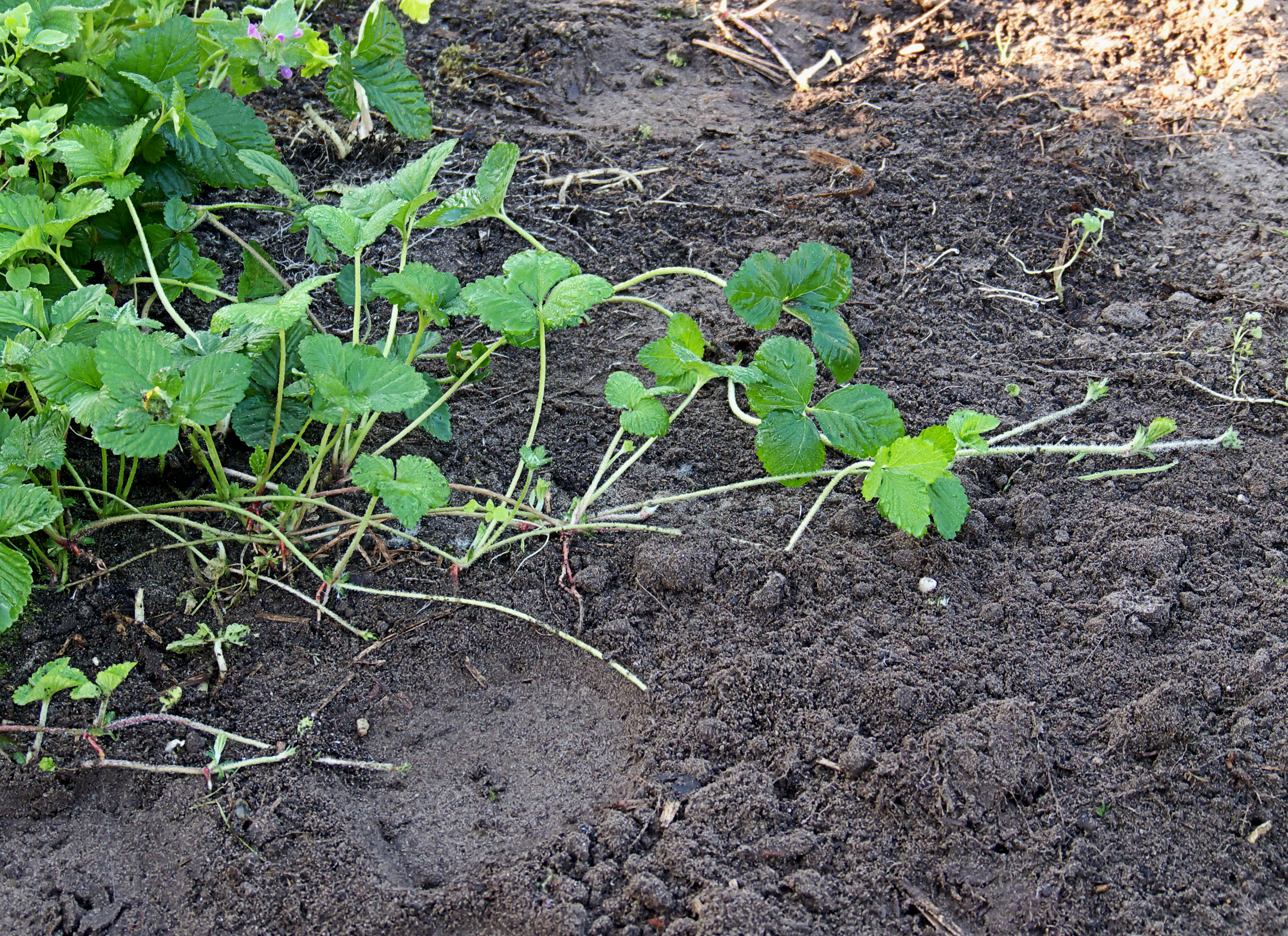
Indái
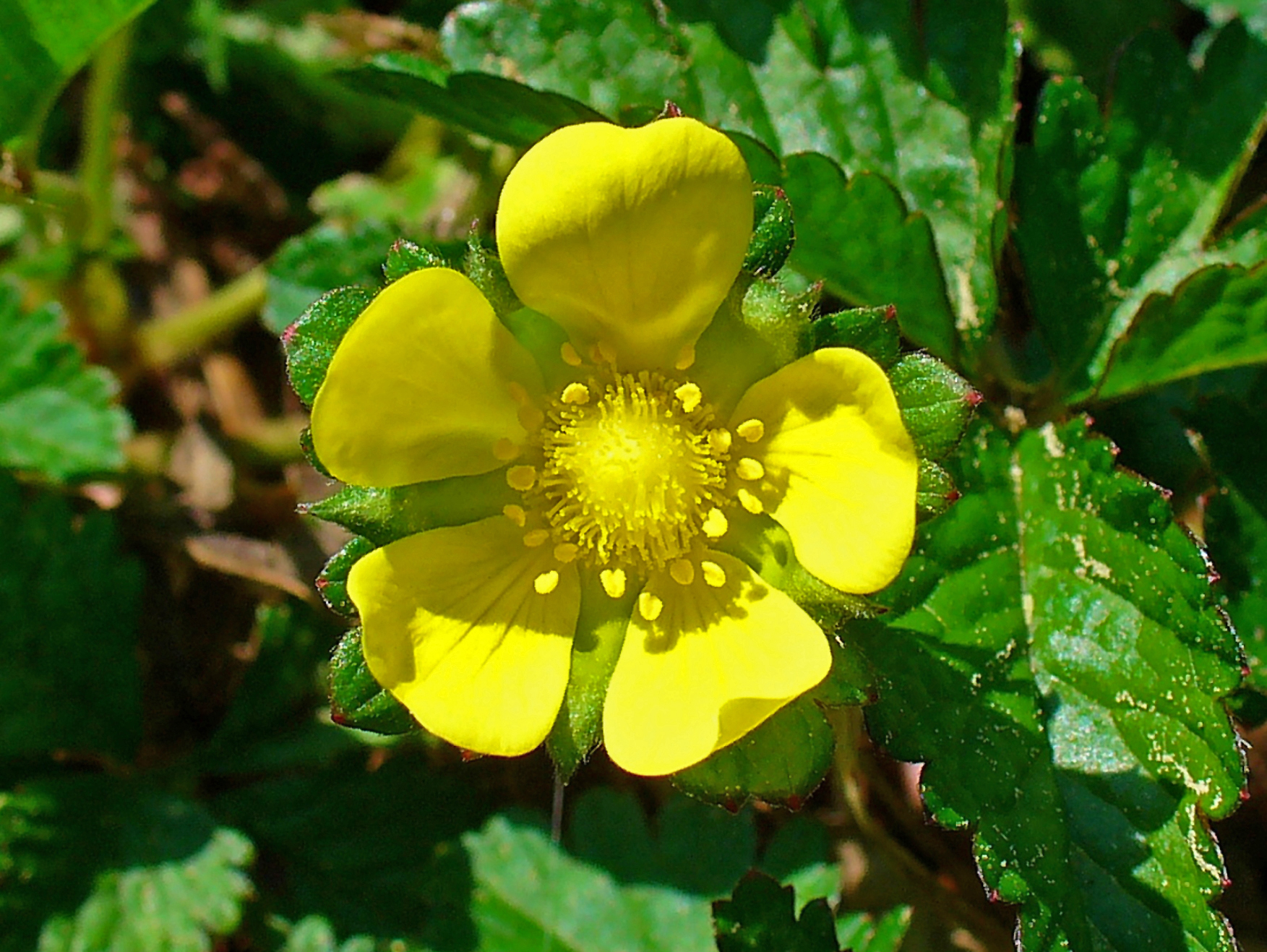
Virága
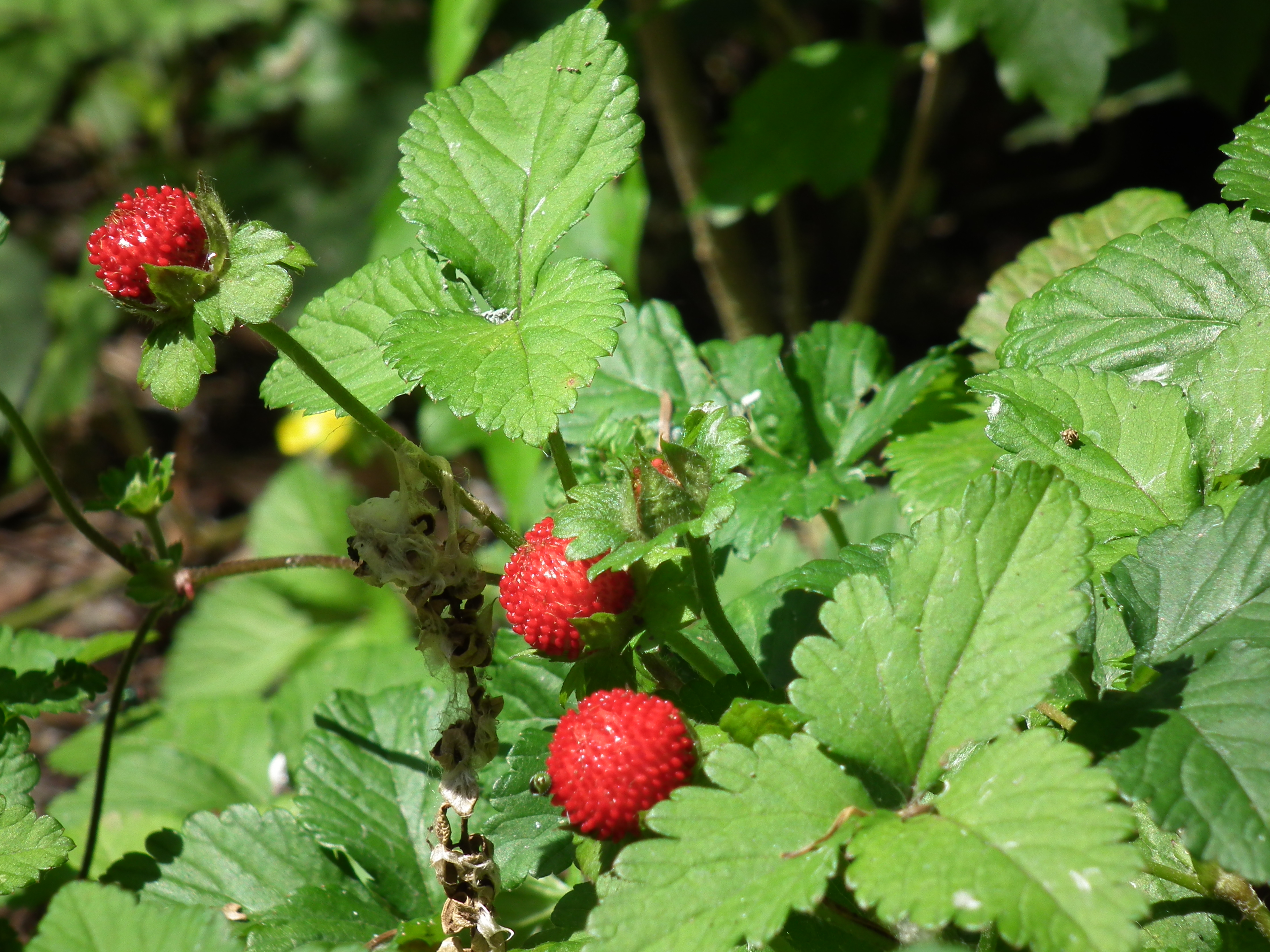
Érett termései
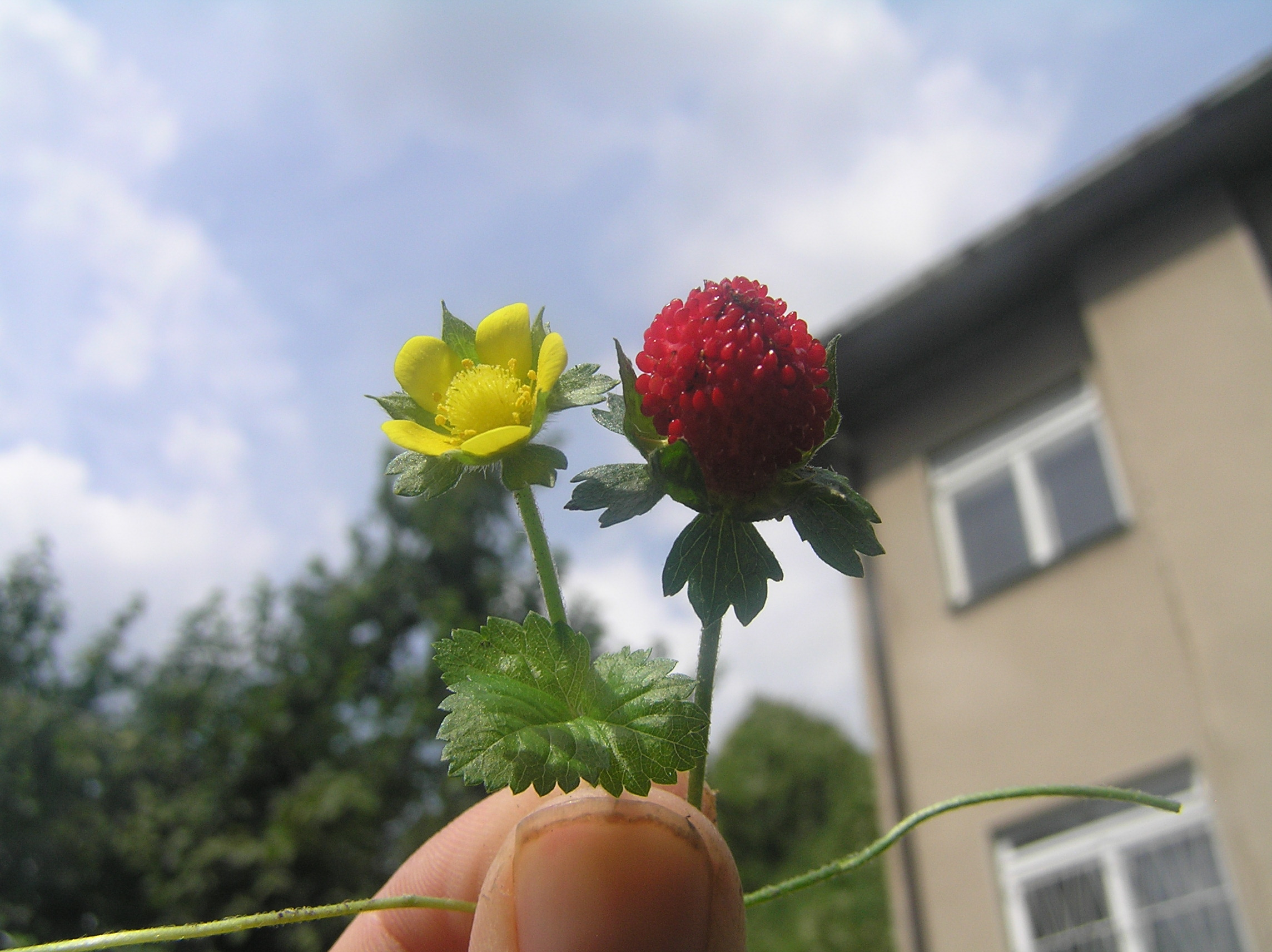
Virág és termés